# 263P/Gibbs
La cometa Gibbs 3, formalmente 263P/Gibbs, è una cometa periodica appartenente alla famiglia delle comete gioviane. È la quarta  cometa periodica scoperta dall'astronomo Alex R. Gibbs.